# چونتال لویس
چونتال لویس (به انگلیسی: Chauntal Lewis) (زاده ۱۲ اوت ۱۹۸۴) بازیگر آمریکایی است.
از فیلم‌های معروف او می‌توان به بازی در فیلم مربی کارتر اشاره کرد.